# David Buckingham
David Buckingham (3 gennaio 1951) è un ex calciatore maltese, di ruolo difensore.

## Carriera

### Nazionale
Ha collezionato sei presenze con la propria Nazionale.